# خفاش دم‌کوتاه سبا
خفاش دم‌کوتاه سبا (نام علمی: Carollia perspicillata) نام یک گونه از سرده خفاش‌های برگ‌بینی دم‌کوتاه است.